# Stor-Tjulträsket
Stor-Tjulträsket eller Stuora Givnjuo är en sjö i Sorsele kommun i Lappland och ingår i Umeälvens huvudavrinningsområde. Sjön är 38 meter djup, har en yta på 5,24 kvadratkilometer och befinner sig 538 meter över havet. Stor-Tjulträsket ligger i Vindelfjällen Natura 2000-område.

## Delavrinningsområde
Stor-Tjulträsket ingår i det delavrinningsområde (731758-150817) som SMHI kallar för Utloppet av Stor-Tjulträsket. Medelhöjden är 777 meter över havet och ytan är 50,29 kvadratkilometer. Räknas de 19 avrinningsområdena uppströms in blir den ackumulerade arean 274,54 kvadratkilometer. Tjulån (Servejukke) som avvattnar avrinningsområdet har biflödesordning 3, vilket innebär att vattnet flödar genom totalt 3 vattendrag innan det når havet efter 412 kilometer. Avrinningsområdet består mestadels av skog (33 procent) och kalfjäll (56 procent). Avrinningsområdet har 5,55 kvadratkilometer vattenytor vilket ger det en sjöprocent på 11 procent.